# Opálové pobřeží

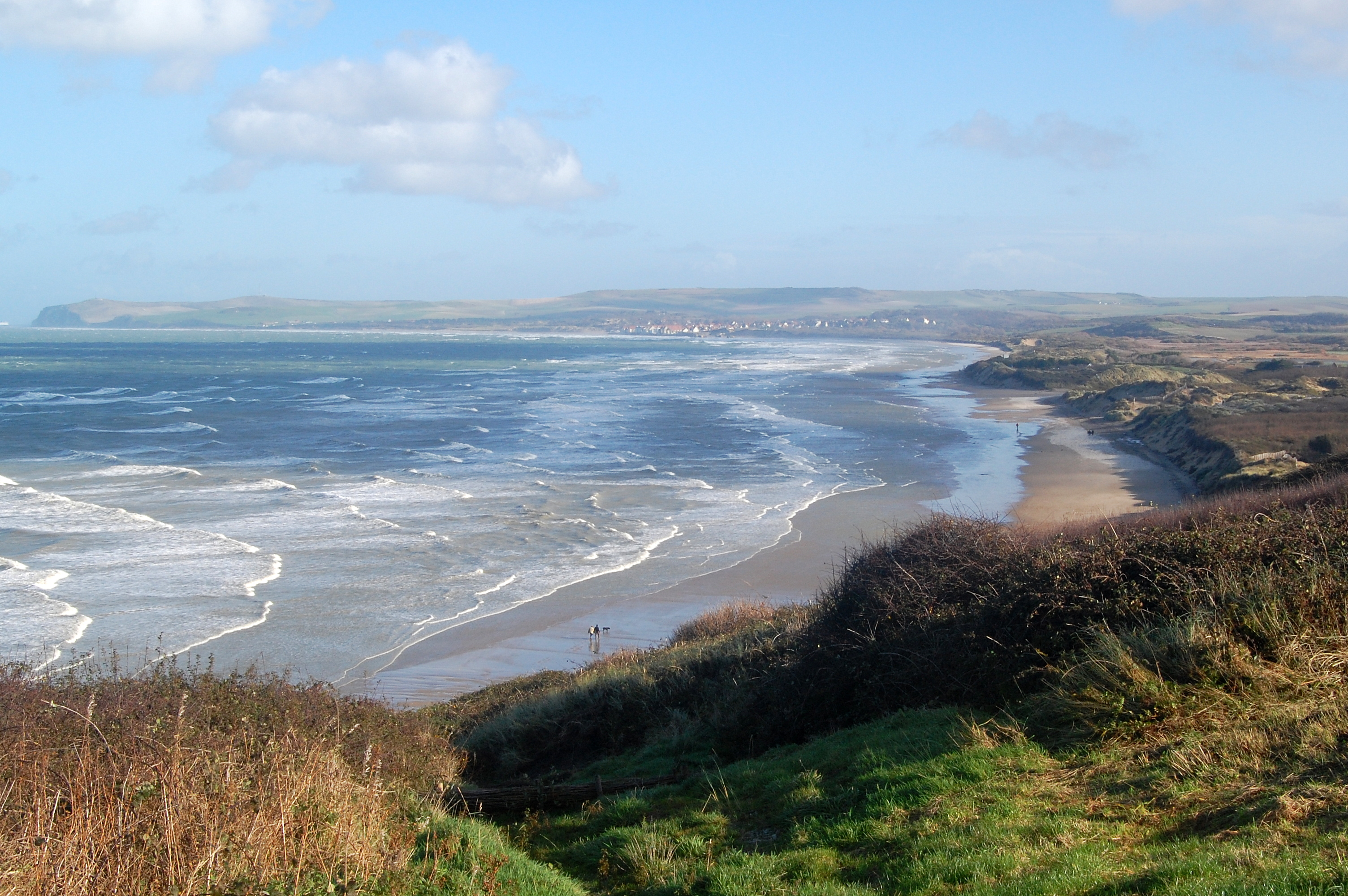
Pobřeží u Pas de Calais

Opálové pobřeží (Côte d’Opale) je část francouzského pobřeží na břehu Severního moře a kanálu La Manche, která na východě sousedí s Belgií a nachází se naproti anglickým útesům za kanálem La Manche.

## Původ názvu
Byl to Édouard Lévêque, slavný obyvatel Le Touquet-Paris-Plage, malíř, spisovatel, botanik, kdo vytvořil název „Opálové pobřeží“, aby jím pojmenoval část pobřeží mezi Le Crotoy a Équihen-Plage. Ze všech navrhovaných názvů tento jediný přetrval a z Touquet-Paris-Plage učinil „perlu Opálového pobřeží“. Je po něm pojmenováno jeho náměstí v Touquet.
V současné době název „Opálové pobřeží“ zahrnuje pobřežní pásy arrondissementů Dunkerque, Calais, Saint-Omer, Boulogne-sur-Mer a Montreuil.

## Povrch a krajina
Opálové pobřeží v sobě spojuje různorodé typy krajin, od pláží a písečných dun, přes ústí řek, po bažiny či útesy.
Na Opálovém pobřeží najdeme dva velké útesy: Mys Blanc-Nez, který dosahuje výšky 132 metrů a Mys Gris-Nez dosahující 50 metrů.
Najde se tu však prostor i pro pláže s jemným pískem, přerušované přirozeně vytvořenými zátokami řeky Canche a řeky Authie.
„Opálové“ písečné duny a ústí řek jsou rozsáhlé krajinné útvary zmiňované v Atlas régional des paysages (Regionální atlas krajin) z roku 2008.

## Hospodářská činnost
Boulogne-sur-Mer je nejdůležitějším přístavem pro rybolov ve Francii, ale také důležitým obchodním přístavem. Calais je zase nejdůležitějším evropským přístavem pro výměnu zboží s Velkou Británií.

## Turistika
Různá střediska na pobřeží přitahují letní rekreanty, a to jak rozsáhlými možnostmi vyžití, tak řadou historických přístavních městeček. Najdeme zde následující městečka:
- Sainte Cécile
- Bray-Dunes
- Zuydcoote
- Leffrinckoucke
- Dunkerque (Malo-les-Bains)
- Gravelines (Petit-Fort-Philippe)
- Calais
- Blériot-Plage (obec Sangatte)
- Sangatte
- Wissant
- Wimereux
- Boulogne-sur-Mer
- Le Portel
- Équihen-Plage
- Neufchâtel-Hardelot
- Sainte-Cécile-Plage (obec Camiers)
- Le Touquet-Paris-Plage
- Stella-Plage (obec Cucq)
- Merlimont
- Berck

## Umění
Krajina Opálového pobřeží inspirovala řadu významných umělců:
Literatura:
- Nadine Ribault

Malíři:
- Maurice Boitel
- Carolus-Duran
- Eugène Boudin
- Eugène Chigot
- Vincent Gil Franco
- Édouard Lévêque
- Édouard Manet
- Éric Alibert

Fotografové:
- Philippe Lemir
- Pascal Morès
- Rémi Vimont

Hudebníci:
- Richard Galliano
- Bruno Mursic
- Marc Gosselin
- Les Mauvaises Langues

Režiséři:
- Julian Schnabel